# Fouad Chafik
Fouad Chafik (in arabo فؤاد شفيق‎?; Pierrelatte, 16 ottobre 1986) è un ex calciatore francese naturalizzato marocchino, di ruolo difensore.

## Carriera

### Club
Ha sempre giocato nel campionato francese arrivando ad esordire in Ligue 1 nel 2016, vestendo la maglia del Digione.

### Nazionale
Ha esordito in nazionale nel 2015, venendo poi convocato per la Coppa d'Africa 2017.